# Maduixes silvestres
Maduixes silvestres (títol original en suec: Smultronstället) és una pel·lícula sueca del 1957 del director Ingmar Bergman, rodada en blanc i negre i guanyadora de diversos premis, d'entre els quals destaquen el del Globus d'Or a la millor pel·lícula estrangera i l'Os d'Or al Festival Internacional de Cinema de Berlín. Està doblada al català.

## Argument
El Dr. Isak Borg ha d'anar a la Universitat de Lund, on han d'homenatjar-lo i investir-lo doctor honoris causa. Abans d'iniciar el viatge, però, té un somni en el qual veu el seu propi cadàver i on apareixen sèrie d'imatges simbòliques: un rellotge sense manetes, un home sense rostre...
La seva nora, Marianne, l'acompanya en cotxe d'Estocolm a Lund, però al llarg del camí el turmentaran els seus malsons, les seves pors, i els seus pensaments sobre la seva edat avançada i la mort, que faran que avaluï la seva pròpia vida. Ella, que està embarassada i ha fugit de casa després d'una discussió amb el seu marit, es troba a l'extrem oposat a l'ancià.
En el trajecte aniran coneixent tota mena de persones: una jove autoestopista que viatja amb el seu promès (i que li recorda una noia de qui va estar enamorat durant la joventut), una parella de casats que es baralla constantment (i que li recorda la seva pròpia vida i el seu matrimoni)... Aquests personatges s'entrellaçaran amb les fantasies i els salts enrere del professor, que somia despert i s'adona que les decepcions i desil·lusions l'han fet una persona freda i amb sentiment de culpa.
En passar prop d'allà on estiuejava a la seva infantesa s'aturen a la casa; allà hi creixen maduixes silvestres, i és on va descobrir l'amor.
Quan finalment es troba amb el seu fill veu que aquest està tan ressentit i distant com ell mateix.
En un evocador final aquest «món perfecte» del passat, que va oblidar molt de temps enrere, el crida.

## Repartiment
- Victor Sjöström: Dr. Isak Borg
- Bibi Andersson: Sara
- Ingrid Thulin: Marianne Borg
- Gunnar Björnstrand: Dr. Evald Borg
- Jullan Kindahl: Agda
- Folke Sundquist: Anders
- Björn Bjelfvenstam: Viktor
- Max von Sydow: Henrik Åkerman
- Naima Wifstrand: Sra. Borg, mare d'Isak
- Gunnel Broström: Sra. Alman
- Gertrud Fridh: Karin Borg, l'esposa d'Isak
- Sif Ruud: Tia Olga
- Gunnar Sjöberg: Sten Alman / l'examinador

## Premis i reconeixement
Distincions de la pel·lícula:

### Premis
- Os d'Or al Festival Internacional de Cinema de Berlín (Ingmar Bergman) i Premi FIPRESCI (Victor Sjöström).
- Bodil a la millor pel·lícula europea (Ingmar Bergman).
- Globus d'Or a la millor pel·lícula estrangera, compartit amb Orfeu Negro, Kagi, Die Brücke, i Wir Wunderkinder.[5]
- Guardó al millor actor (Victor Sjöström) i millor pel·lícula (Ingmar Bergman) al Festival Internacional de Cinema de Mar del Plata.
- Guardó a les seccions paral·leles (Ingmar Bergman) al Festival Internacional de Cinema de Venècia.

### Nominacions
- Oscar al millor guió original (Ingmar Bergman).[6]
- BAFTA a la millor pel·lícula i al millor actor estranger (Victor Sjöström).